# Меган Таппер
Меган Таппер (18 березня 1994 , Кінгстон, Ямайка ) — ямайська легкоатлетка, що спеціалізується на бігу з бар'єрами, бронзова призерка Олімпійських ігор 2020 року.

## Кар'єра
| Рік                | Змагання             | Місце проведення         | Місце              | Дисципліна             | Результат          | Примітки           |
| Представник Ямайка | Представник Ямайка   | Представник Ямайка       | Представник Ямайка | Представник Ямайка     | Представник Ямайка | Представник Ямайка |
| ------------------ | -------------------- | ------------------------ | ------------------ | ---------------------- | ------------------ | ------------------ |
| 2016               | Олімпійські ігри     | Ріо-де-Жанейро, Бразилія | 14 (пф.)           | 100 метрів з бар'єрами | 12.95              |                    |
| 2017               | Чемпіонат світу      | Лондон, Велика Британія  | 11 (пф.)           | 100 метрів з бар'єрами | 12.93              |                    |
| 2018               | Ігри Співдружності   | Голд-Кост, Австралія     | 7                  | 100 метрів з бар'єрами | 13.18              |                    |
| 2019               | Панамериканські ігри | Ліма, Перу               | 3                  | 100 метрів з бар'єрами | 13.01              |                    |
| 2019               | Чемпіонат світу      | Доха, Катар              | 5 (пф.)            | 100 метрів з бар'єрами | 12.61              | [ 3 ]              |
| 2021               | Олімпійські ігри     | Токіо, Японія            | 3                  | 100 метрів з бар'єрами | 12.55              |                    |